# Leeds Tykes
Actualités
Leeds Tykes (anciennement Yorkshire Carnegie puis Leeds Carnegie) est un club anglais de rugby à XV basé à Leeds. Il a été fondé en 1991 par l'union de deux clubs : Headingley et Roundhay.

## Histoire
Pour Headingley, le rugby est une vieille tradition qui remonte à 1877, quand plusieurs jeunes s’y sont intéressés après avoir vu Leeds St-Johns, aujourd’hui Leeds Rhinos. Leur premier match a eu lieu en novembre de la même année contre l’équipe 2 des Northampton Saints. En 1889, Headingley est dissout quand Leeds St-Johns déménage à Headingley et y construit un stade, le Headingley Stadium. Cependant, Headingley a rebondi hors du Yorkshire, où elle joue des matchs, notamment en 1901 contre Blackheath FC.
Roundhay a été fondé en 1924 et déménage dans l’enceinte de Chandos Park dans les années 1930. Près de quarante internationaux ont porté les couleurs de l’une ou de l’autre équipe : Peter Winterbottom, Ian McGeechan et Chris Rea pour Headingley, Brian Moore pour Roundhay.
C’est donc en 1991 que Leeds RUFC a été fondé après la fusion de Roundhay et de Headingley. Le premier match de l’équipe a eu lieu le premier septembre 1992 contre Hull Ionians. En 1996, le club rejoint les Rhinos à Headingley Stadium pour y jouer ses matchs et l'ancien international gallois Phil Davies en devient l’entraîneur-joueur.
En 1998, le club prend le nom de Leeds Tykes et il fusionne avec les Leeds Rhinos pour donner naissance à une nouvelle entité qui chapeaute les deux clubs. Cette transformation et évolution du club se concrétise en 2000-01 avec la montée en Premiership.
La première saison en Premiership est catastrophique puisque le club finit dernier et relégable. Néanmoins Leeds sauve sa place car le premier de la seconde division se voit refuser l’accession. La saison 2002-03 sera mieux réussie avec une cinquième place au Championnat et une qualification pour la Coupe d’Europe.
En 2005, les Tykes accèdent pour la première fois à la finale de Coupe d’Angleterre où ils retrouvent Bath, invaincu en finale de cette compétition. À la surprise générale Leeds remporte la Coupe et ramène son premier trophée. Lors de cette même année ils devront lutter jusqu’à l’ultime journée pour se maintenir dans l’élite.
En 2006, ils terminent derniers du Championnat et sont relégués. Ils remportent le National Division 1 2006-2007 et retrouvent le plus haut niveau en 2007-2008.
Les Leeds Tykes changent alors de nom pour devenir les Leeds Carnegie en conséquence d'un partenariat avec l'université métropolitaine de Leeds (en), appelée dans l'usage université Leeds Carnegie.
Le retour en Premiership ne durera qu'une saison et Leeds redescend en National Division One pour la saison 2008-2009. Ils sont champions et jouent en 2009-2010 la Premiership et le Challenge européen.
En 2014, le club est à nouveau renommé, devenant Yorkshire Carnegie, d'après le nom de l'ancien comté traditionnel de Yorkshire.
Après la relégation en 3e division à l'issue de la saison 2019-2020, le club revient à son identité du début des années 2000, les Leeds Tykes.

## Identité visuelle

### Logo

Évolution du logo
Logo de Leeds Carnegie.
Logo du Yorkshire Carnegie.
Logo des Leeds Tykes instauré en 2020.

## Palmarès
- Challenge européen :
  - Quart de finaliste (1) : 2008.

- Coupe d'Angleterre :
  - Vainqueur (1) : 2005.

- Championnat d'Angleterre de D2 : 
  - Champion (3) : 2001, 2007 et 2009.

- EDF Energy Trophy :
  - Vainqueur (1) : 2009 face à Moseley.

## Les finales de Leeds
On accède, lorsqu'il existe, à l'article qui traite d'une édition particulière en cliquant sur le score de la rencontre.

### Coupe d'Angleterre
| Date de la finale | Vainqueur   | Score | Finaliste  | Lieu de la finale   | Spectateurs |
| ----------------- | ----------- | ----- | ---------- | ------------------- | ----------- |
| 16 avril 2005     | Leeds Tykes | 20-12 | Bath Rugby | Twickenham, Londres | 60 347      |

## Personnalités du club

### Effectif 2016-2017
| Nom                | Poste                  | Naissance         | Nationalité sportive | Sélections (points marqués) | Dernier club        | Arrivée au club |
| ------------------ | ---------------------- | ----------------- | -------------------- | --------------------------- | ------------------- | --------------- |
| Ross Graham        | Talonneur              | 20 décembre 1995  | Écosse               | -                           | Édimbourg Rugby     | 2016            |
| Michael Mayhew     | Talonneur              | 22 janvier 1987   | Nouvelle-Zélande     | -                           | Waikato             | 2016            |
| Phil Nilsen        | Talonneur              | 26 février 1985   | Angleterre           | -                           | Formé au club       | -               |
| Charlie Beech      | Pilier                 | 21 juillet 1987   | Angleterre           | -                           | Bath Rugby          | 2014            |
| Lewis Boyce        | Pilier                 | 30 juillet 1996   | Angleterre           | -                           | Formé au club       | -               |
| Michael Cusack     | Pilier                 | 7 novembre 1984   | Écosse               | 2 (0)                       | Newcastle Falcons   | 2016            |
| Lee Imiolek        | Pilier                 | 21 septembre 1990 | Angleterre           | -                           | Sale Sharks         | 2012            |
| Rob O'Donnell      | Pilier                 | 15 décembre 1985  | Angleterre           | -                           | Worcester Warriors  | 2015            |
| Mike Myerscough    | Deuxième ligne         | 28 mai 1986       | Angleterre           | -                           | Cornish Pirates     | 2012            |
| Dan Sanderson      | Deuxième ligne         | 18 août 1984      | Angleterre           | -                           | Worcester Warriors  | 2016            |
| Dean Schofield     | Deuxième ligne         | 19 janvier 1979   | Angleterre           | 2 (0)                       | London Welsh        | 2015            |
| Matt Smith         | Deuxième ligne         | 26 octobre 1989   | Angleterre           | -                           | Cornish Pirates     | 2012            |
| Jack Whetton       | Deuxième ligne         | 27 novembre 1992  | Nouvelle-Zélande     | -                           | USO Nevers          | 2016            |
| Richard Beck       | Troisième ligne aile   | 13 juin 1989      | Angleterre           | -                           | Otley RUFC          | 2011            |
| Josh Bainbridge    | Troisième ligne aile   | 17 avril 1996     | Angleterre           | -                           | Formé au club       | -               |
| Richard Mayhew     | Troisième ligne aile   | 24 juin 1985      | Nouvelle-Zélande     | -                           | Newcastle Falcons   | 2016            |
| Andy Saull         | Troisième ligne aile   | 27 septembre 1988 | Angleterre           | -                           | Newcastle Falcons   | 2015            |
| Chris Walker       | Troisième ligne aile   | 21 février 1992   | Angleterre           | -                           | Formé au club       | -               |
| Ryan Burrows       | Troisième ligne centre | 25 avril 1988     | Angleterre           | -                           | Rotherham Titans    | 2011            |
| Alex Gray          | Troisième ligne centre | 1er mai 1991      | Angleterre           | -                           | Formé au club       | -               |
| Ollie Stedman      | Troisième ligne centre | 20 mai 1991       | Angleterre           | -                           | Doncaster Knights   | 2016            |
| Alex Davies        | Demi de mêlée          | 21 juin 1986      | Angleterre           | -                           | Ealing Trailfinders | 2016            |
| Max Green          | Demi de mêlée          | 13 février 1996   | Angleterre           | -                           | Formé au club       | -               |
| Joe Ford           | Demi d'ouverture       | 4 juin 1990       | Angleterre           | -                           | Sale Sharks         | 2016            |
| Warren Seals       | Demi d'ouverture       | 12 février 1992   | Afrique du Sud       | -                           | Boland Cavaliers    | 2016            |
| Tom Casson         | Centre                 | 6 avril 1990      | Angleterre           | -                           | Harlequins          | 2015            |
| Andy Forsyth       | Centre                 | 9 septembre 1990  | Angleterre           | -                           | Sale Sharks         | 2015            |
| Oli Goss           | Centre                 | 21 décembre 1987  | Angleterre           | -                           | Doncaster Knights   | 2012            |
| Pete Lucock        | Centre                 | 27 novembre 1992  | Angleterre           | -                           | Formé au club       | -               |
| Max Wright         | Centre                 | 24 mai 1997       | Angleterre           | -                           | Formé au club       | -               |
| Christian Georgiou | Ailier                 | 6 avril 1990      | Angleterre           | -                           | Harlequins          | 2015            |
| Jonah Holmes       | Ailier                 | 24 juillet 1992   | Angleterre           | -                           | London Wasps        | 2013            |
| Seb Stegmann       | Ailier                 | 12 avril 1989     | Angleterre           | -                           | London Welsh        | 2015            |
| Steve McColl       | Arrière                | 16 août 1988      | Écosse               | -                           | Gloucester          | 2016            |
| Taylor Prell       | Arrière                | 3 juillet 1996    | Angleterre           | -                           | Formé au club       | -               |

### Joueurs emblématiques
- Iain Balshaw
- Danny Care
- Tom Palmer
- Mark Regan
- Alix Popham
- Gavin Kerr
- Gordon Ross
- Simon Easterby
- Roland de Marigny
- Erik Lund
- Diego Albanese
- Justin Marshall
- Andre Snyman